# Porcelia nitidifolia
Porcelia nitidifolia är en kirimojaväxtart som beskrevs av Hipólito Ruiz López och Pav.. Porcelia nitidifolia ingår i släktet Porcelia och familjen kirimojaväxter. Inga underarter finns listade i Catalogue of Life.